# Urocyon littoralis
El zorro isleño o zorro gris de las islas (Urocyon littoralis) es un pequeño cánido en peligro de extinción que solo vive en las Islas Santa Bárbara, un pequeño archipiélago situado frente a las costas de California. Es una de las dos especies actuales clasificadas en el género Urocyon, siendo la otra el zorro gris (Urocyon cinereoargenteus), su antecesor en el continente. Es el zorro de menor tamaño de América del Norte y uno de los más pequeños del mundo, pues rivaliza por este título con el fenec (Fennecus zerda) de África.
La población del zorro isleño descendió fuertemente durante la década de los 90 a causa de las enfermedades introducidas en el archipiélago, la actividad humana y la depredación del águila real. Desde 2004, las cuatro subespecies más amenazadas están protegidas y se ha puesto en marcha planes de conservación de su hábitat y de cría en cautividad.

## Descripción
El tamaño medio de los zorros isleños es el de un gato doméstico. La longitud del cuerpo ronda los 50 centímetros, a los que hay que añadir una cola de 11-29 cm. La altura en los hombros es de 12 a 15, y el peso varía entre los 1,3 y 2,8 kilos. Los machos son poco más grandes y robustos que las hembras.
Prácticamente existe una subespecie de zorro isleño en cada una de las islas del archipiélago, que se diferencian entre sí por su tamaño. La subespecie más grande es la de la isla Santa Catalina, mientras que la más pequeña habita la de Santa Cruz.
En su aspecto, el zorro isleño se asemeja a una versión más pequeña, estilizada y de pelo más corto y oscuro en general del zorro gris. Como en este, el dorso es gris plateado, surcado por una banda negra en su parte superior que va desde la cabeza a la cola. Los costados y patas son rojizos y el vientre y parte inferior de la cara blancos. Presenta bigotes negros largos en el hocico, que es afilado y agudo. Las orejas son grandes y, como en el zorro gris, se aprecian dos líneas negras que parten de los ojos y se dirigen hacia atrás. El pelaje es más largo en la cola que en el resto del cuerpo. Las crías recién nacidas son oscuras y de pelo largo.

## Reproducción

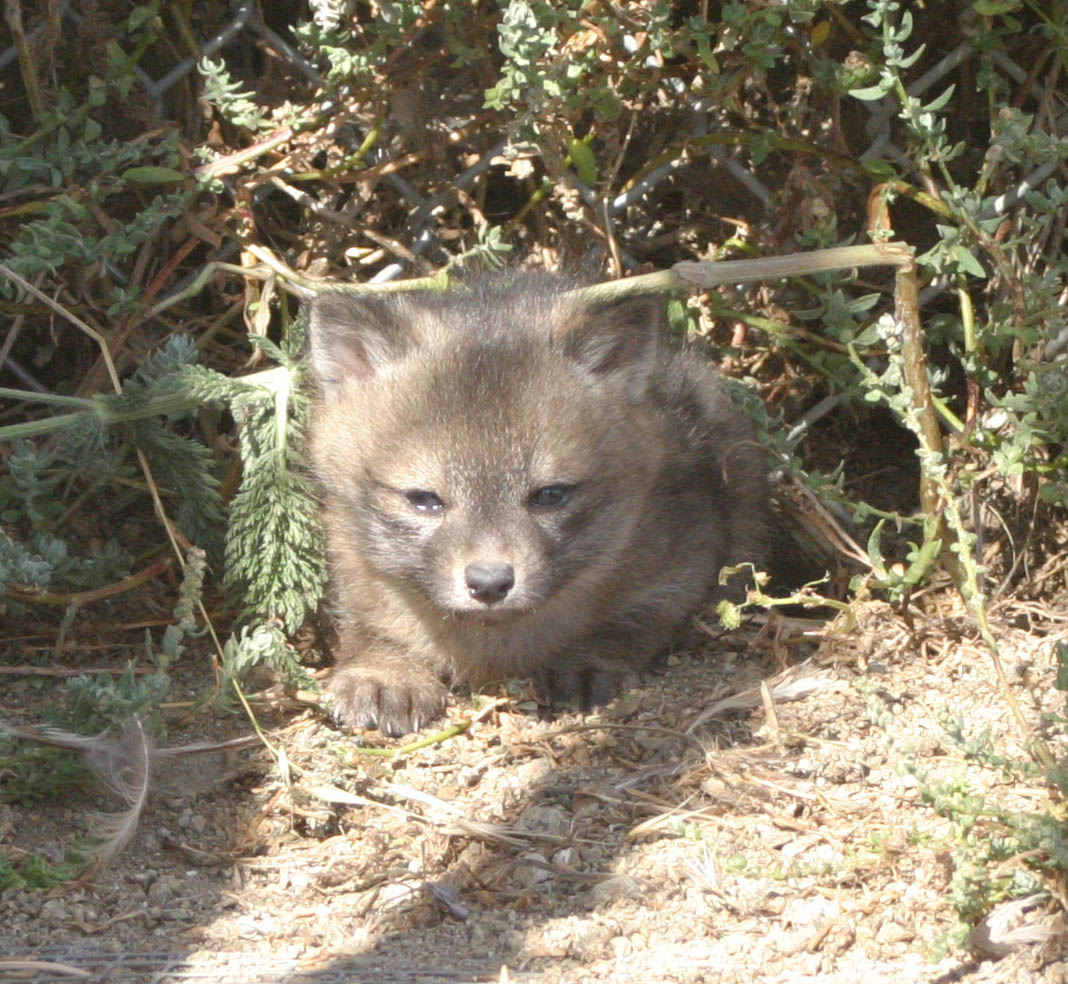
Joven cría de zorro isleño.

Los zorros isleños son monógamos. Entre enero y marzo se forman parejas estables que se aparean en los dos últimos meses de su noviazgo. El periodo de gestación es de 33 a 50 días, tras el cual las hembras paren de uno a cinco zorrillos (generalmente dos o tres) oscuros y desvalidos en una madriguera. Se aventuran fuera de ella a comienzos del verano.
El periodo de lactancia es de 7 a 9 semanas, y la madurez llega a los 10 meses. Muchas hembras tienen su primera camada al año de edad. La esperanza de vida es de unos 6 años en libertad y 8 en cautividad.

## Hábitos
El hábitat preferido del zorro isleño son las llanuras de matorral denso y bajo, con abundantes frutos a lo largo de todo el año. Se les puede observar también en bosques húmedos, llanuras herbáceas y chaparrales. El número de zorros que una de las pequeñas islas puede soportar es de alrededor de un millar.
Los zorros son activos durante el día, aunque las horas de máxima actividad pueden variar según la estación. Además de bayas y otros frutos silvestres, cazan y comen todo tipo de pequeños animales como roedores, lagartos y pájaros, así como carroña y huevos. Hasta no hace mucho, los zorros isleños carecían de depredadores y representaban la pirámide alimenticia de sus islas, por lo que declinaron rápidamente con la llegada del águila real y los cazadores humanos, a los que no temían inicialmente. Los zorros se comunican entre sí mediante una variada gama de sonidos y señales visuales. También marcan su territorio con heces y orina.

## Subespecies
Existe un total de seis subespecies de zorros isleños, cada una propia de una isla diferente. Aunque son muy similares en su aspecto, se dan en ellos varias diferencias genéticas y fenotípicas. Entre las más curiosas de estas últimas está el hecho de que algunas subespecies tienen más vértebras caudales que el resto. Las subespecies reconocidas son las siguientes:
- Urocyon littoralis santarosae Grinnell & Linsdale, 1930 - isla Santa Rosa
- Urocyon littoralis santacruzae Merriam, 1903 - isla Santa Cruz
- Urocyon littoralis dickeyi Grinnell & Linsdale, 1930 - isla San Nicolás
- Urocyon littoralis catalinae Merriam, 1903 - isla Santa Catalina
- Urocyon littoralis clementae Merriam, 1903 - isla San Clemente
- Urocyon littoralis littoralis (Baird, 1858) - isla San Miguel

## Orígenes y evolución

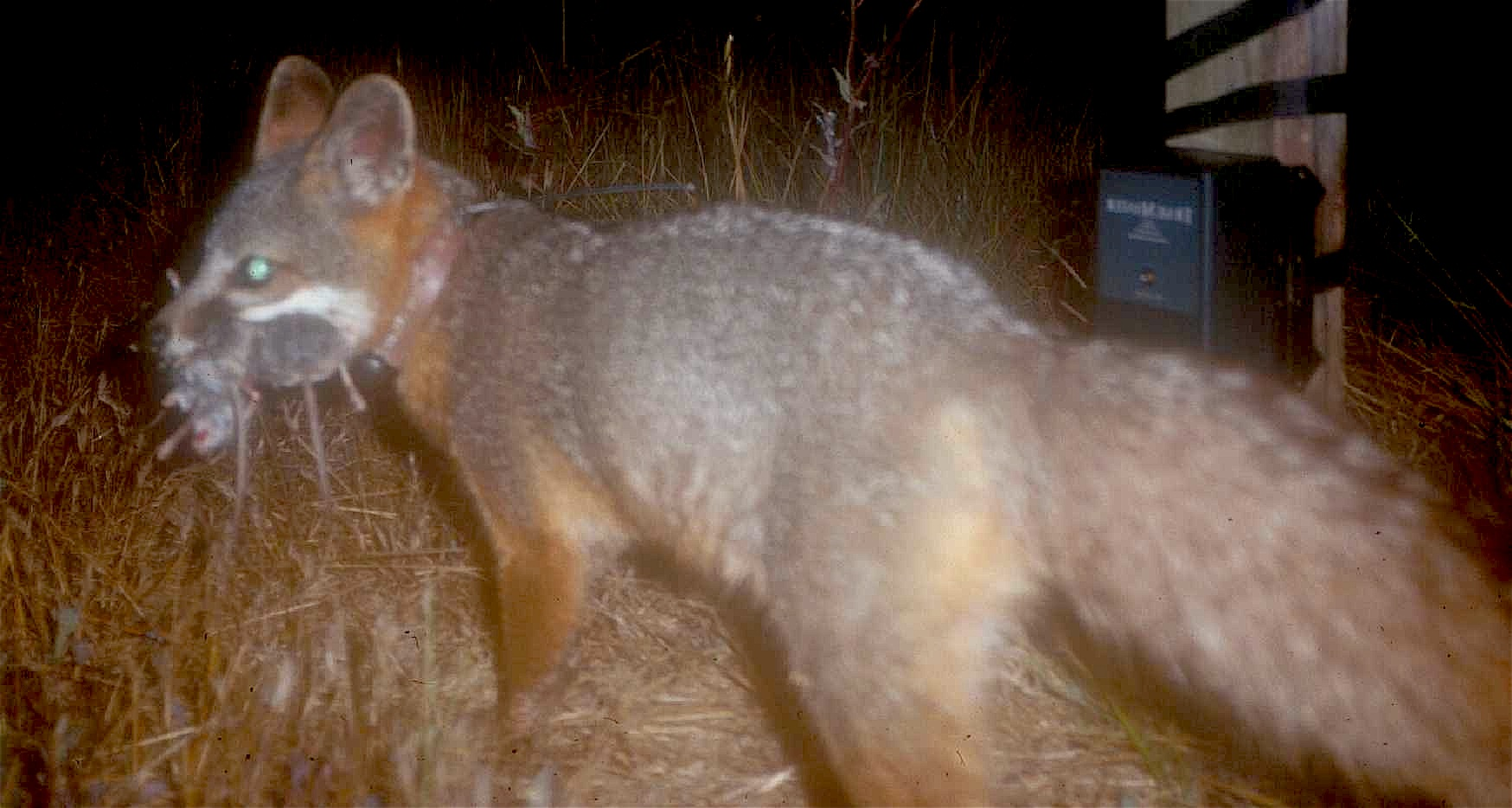
El zorro gris en cacería.

El zorro isleño procede del zorro gris americano, del que se separó en tiempos recientes mediante un fenómeno rápido de especiación alopátrica en condiciones de aislamiento insular, lo que causó a su vez su fuerte reducción de tamaño. Esta se produjo como consecuencia del hábitat más pobre en recursos que representaban las islas, incapaces de mantener a un animal más grande.
El primer aislamiento se produjo hace entre 16000 y 14500 años, muy al final de la última glaciación. Se cree que los zorros grises originales llegaron por sí mismos, cruzando el estrecho que separaba la entonces isla de Santa Rosae (formada por las islas de San Miguel, Santa Rosa, Santa Cruz y Anacapa, entonces unidas debido al descenso del mar durante la era glacial) del continente sobre balsas naturales de vegetación o incluso a nado. Allí dieron lugar a una primera diferenciación de la especie original, que posteriormente fue introducida por tribus amerindias en las otras tres islas donde actualmente hay zorros isleños. Los motivos de esta introducción son poco conocidos. Quizá los indios los tuviesen como mascotas o los usasen en la caza. En cualquier caso, los animales acabaron libres en las islas y dieron lugar a una subespecie diferente en cada una.
La llegada de los zorros a San Clemente se fecha hace entre 3400 y 4300 años y en San Nicolás hace 2200 años. Los zorros de Santa Catalina parecen ser los más recientes, pudiendo haberse escindido como subespecie propia hace poco más de 1000 años. Los zorros que llegaron a Anacapa y Santa Bárbara, en cambio, se extinguieron al poco tiempo. La primera isla carece de agua dulce y la segunda es demasiado pequeña para mantener a una población de estos animales.

## Estado de conservación

### Declive de la especie

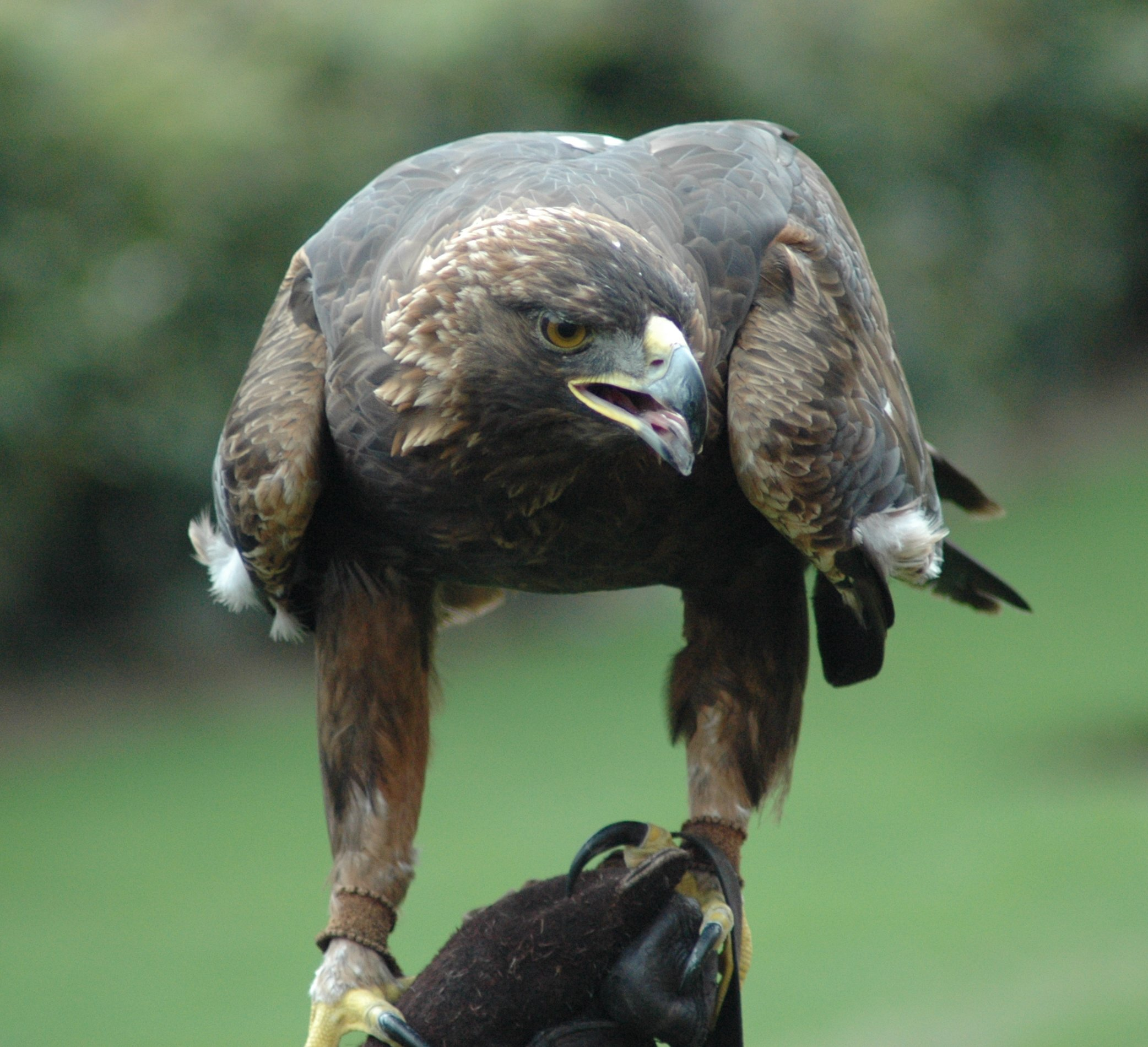
Ejemplar de águila real, principal depredador del zorro isleño.

El declive del zorro isleño es reciente, pero muy acusado. Entre 1994 y 1999 la población de San Miguel pasó de 450 a solo 15 ejemplares, y a uno solo en 2001 que murió un año después. En 2000, las poblaciones de Santa Cruz y Santa Rosa eran de menos de 135 y 14, respectivamente, cuando seis años antes se contabilizaban 2000 y 1500 ejemplares en cada uno de estos lugares. Ese año se instalaron radiocollares en los animales y se pudo probar que la mayor parte de las muertes en esta especie se debían a la depredación continua del águila real, un ave que no había sido observada en las Islas Santa Bárbara antes de 1990 (a Santa Cruz no llegó hasta una fecha tan tardía como 1999).
Entre las causas que han llevado a las águilas reales a asentarse en las islas están el aumento de presas disponibles (no solo los propios zorros, sino cerdos cimarrones, sobre todo) y el continuo declive del águila de cabeza blanca que usaba las islas como base para la captura de peces, víctima del DDT empleado a partir de la década de los 50. Ambas águilas explotan presas diferentes, pero el marcado territorialismo de las águilas de cabeza blanca ha mantenido tradicionalmente alejadas a las demás aves de presa. Entre los animales introducidos en las islas se incluyen también gatos, ovejas, cabras e incluso bisontes americanos que fueron llevados allí por productores de cine en los años 20. Todos ellos han tenido su impacto sobre las frágiles fauna y flora autóctonas.
A la depredación de especies alóctonas hay que añadir la introducción de enfermedades foráneas para las que los zorros no poseen defensas. Estas enfermedades pasan a los zorros a través de los perros domésticos o asilvestrados y se expanden a velocidades increíbles. Se estima que el 90% de la población de zorros en Santa Catalina murió en 1998 víctima de las patologías transmitidas por las pulgas y otros parásitos procedentes de perros infectados. También se han dado casos de zorros atropellados por automóviles.

### Plan de recuperación

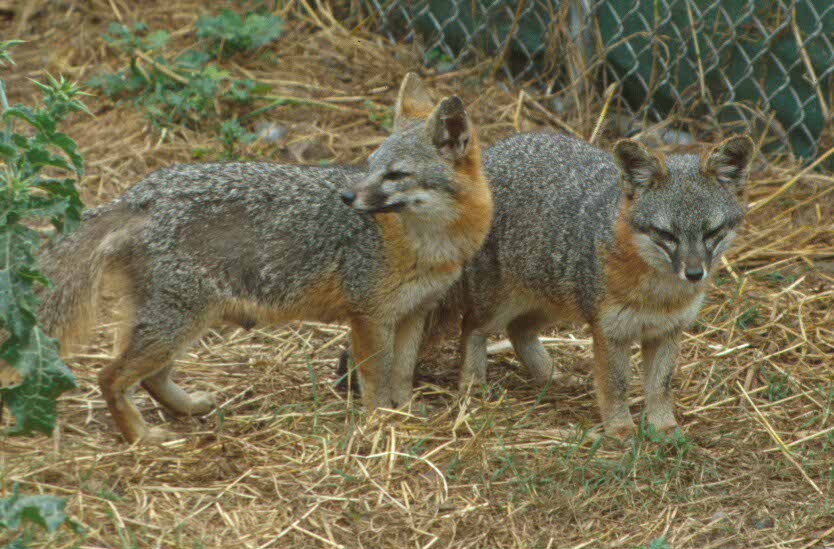
Pareja de zorros isleños en cautividad.

Las subespecies de Santa cruz, Santa Rosa, Santa Catalina y San Miguel (ya extinta) fueron declaradas en peligro por el gobierno de Estados Unidos en 2004. Entre las medidas que se han tomado a partir de entonces figuran la captura de animales, el seguimiento constante por radiotransmisor y un intenso programa de cría en cautividad y liberación posterior en la naturaleza. Las poblaciones de las islas señaladas han crecido tímidamente en los últimos años gracias sobre todo a esta última medida.
El Servicio de Parques Nacionales de EE. UU está trabajando también sobre las especies foráneas. Los cerdos cimarrones y las águilas reales son su principal objetivo, por lo que se están capturando un gran número de ejemplares que son enviados más tarde a tierra firme. Con el fin de que las águilas no vuelvan, las águilas de cabeza blanca locales están siendo sometidas también a un programa de cría en cautividad. Con el fin de que no aumente el número de animales cimarrones, se ha llegado incluso a prohibir la tenencia de mascotas en las islas. También hay en marcha un plan de vacunación de los zorros contra diversas enfermedades, aunque la captura del animal para aplicarle después el remedio correspondiente es difícil. De todos modos, se puede decir que la recuperación de la especie, aunque dificultosa, está marchando a buen ritmo.